# András Jancsó
András Jancsó (sinh 22 tháng 4 năm 1996) là một cầu thủ bóng đá Hungary hiện tại thi đấu cho Szombathelyi Haladás.

## Thống kê câu lạc bộ
| Câu lạc bộ          | Mùa giải | Giải vô địch | Giải vô địch | Cúp  | Cúp | Cúp Liên đoàn | Cúp Liên đoàn | Châu Âu | Châu Âu | Tổng | Tổng |
| Câu lạc bộ          | Mùa giải | Trận         | Bàn          | Trận | Bàn | Trận          | Bàn           | Trận    | Bàn     | Trận | Bàn  |
| ------------------- | -------- | ------------ | ------------ | ---- | --- | ------------- | ------------- | ------- | ------- | ---- | ---- |
| Szombathely         |          |              |              |      |     |               |               |         |         |      |      |
| 2014–15             | 7        | 0            | 0            | 0    | 2   | 0             | 0             | 0       | 9       | 0    |      |
| Tổng                | 7        | 0            | 0            | 0    | 2   | 0             | 0             | 0       | 9       | 0    |      |
| Tổng cộng sự nghiệp |          | 7            | 0            | 0    | 0   | 2             | 0             | 0       | 0       | 9    | 0    |

Cập nhật theo các trận đấu đã diễn ra tính đến ngày 7 tháng 10 năm 2014.